# Tribunal spécial pour la répression de la maçonnerie et du communisme
Le Tribunal spécial pour la répression de la maçonnerie et du communisme était un tribunal espagnol à caractère antimaçonnique et anticommuniste, basé sur la « loi de Répression de la maçonnerie et du communisme » du 1er mars 1940 promulguée par la dictature franquiste.

## Historique
À la fin de la guerre civile espagnole, le 1er mars 1940, est promulguée la  « loi de Répression de la maçonnerie et du communisme »  qui prévoit la constitution d'un tribunal du même nom qui commence à fonctionner en 1941. Cette loi et ce tribunal restent en vigueur jusqu'en 1963 qui voit la création du Tribunal de l'ordre public. L'ancienne loi est abrogée par la suite.
Son premier président fut Marcelino Ulibarri Eguilaz.